# モーションキャプチャ

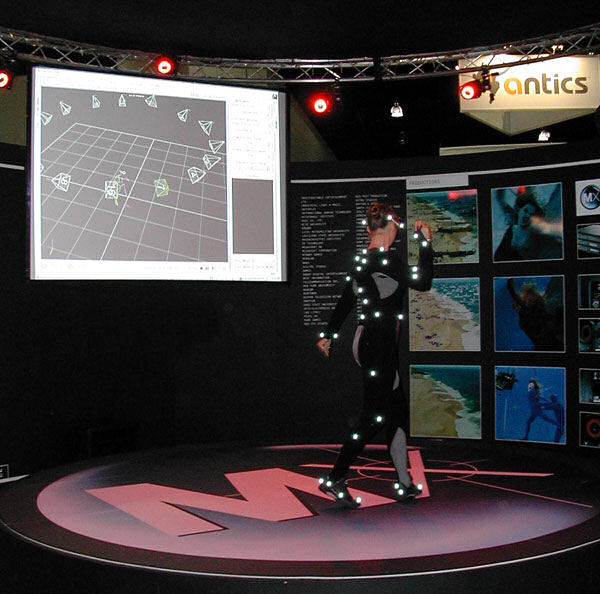
モーションキャプチャシステムの例

モーションキャプチャ (motion capture) は、現実の人物や物体の動きをデジタル的に記録する技術である。モーキャプ(mocap)と略される。
記録された情報は、スポーツ及びスポーツ医療の分野における選手たちの身体の動きのデータ収集などに利用されたり、映画などのコンピュータアニメーションおよびゲームなどにおけるキャラクターの人間らしい動きの再現に利用される。

## キャプチャ技術

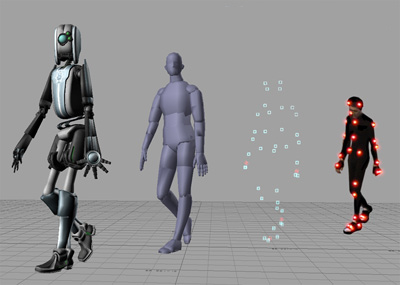
モーションキャプチャの例。右端はマーカーをつけた人物の映像。このマーカーの動きを処理し、左端のようなCGによるキャラクターの動きへと再現する

キャプチャ技術には光学式、慣性センサ式、機械式、磁気式などがあり、それぞれ長所と短所がある。光学式は、画像式、赤外線式などいくつかの手法に分類することができる。多くの場合、物体に装着するマーカーとこれを検出するトラッカーを組み合わせてキャプチャするため、同じ方式であればマーカーの数が精度の一因となる。トラッカーは、一秒間にトラックできるフレーム数が精度にかかわってくる。またトラッカーは、設置が必要な場合、システムの使用できる範囲を限定する。

### 光学式
光学式は、複数のカメラと反射マーカーをトラッカーとして用い、撮影および計測空間周囲にカメラを設置して利用する。このため比較的広い範囲が必要となり、専用のスタジオや大学・研究機関で使用することが多い。またマーカーが隠れる場合はソフトウェア的に自動補正が行われることが多い。
製品例：VICON, NOKOV, Optitrack, Motion Analysis, Qualisys 等…

### 慣性センサ式
ジャイロセンサ（角速度計）、加速度計からなる慣性センサを身体各部に装着し、動きとして計測された情報から逆算して位置・姿勢を求める方式。センサ向きの測定のためこれに地磁気センサを加えたものも多い。マーカー位置を直接計測できる光学式に比べ絶対位置の精度が低い点や、時間経過で誤差が蓄積しやすい欠点がある。しかし外部カメラ等が不要で屋外利用など計測場所に対する自由度は高い。
製品例：MVN, PERCEPTION NEURON 等…

### 機械式
機械式はポテンショメータ、エンコーダといった機械的に回転角や変位を測定するセンサを利用して各関節角等の計測を行う。身体に装着する際は各センサを剛体リンクで支える外骨格形状となるため、動きの記録のみを目的とする装置としてよりもパワードスーツの内部で用いられることが多い。

### 磁気式
磁気式では受信器（磁気センサ）を装着し、それに対して送出器（磁気発生装置）から磁場を送る。受信器内では3軸方向に直行するコイルで検出した磁力線を元に送出器からの位置および姿勢を求める。光学式マーカーに比べて隠れる心配はなく、1つの受信器で位置と姿勢合わせて6自由度の情報が得られるため装着数が3分の2で済む。しかし金属や電気製品が近くにある場合は磁界に影響を受けやすく、また計測可能な範囲が狭い欠点がある。

### ビデオ式
ビデオカメラで撮影された映像を解析し、3D モーションファイルとして取り込む技術。マッチムーブなどの映像解析技術の進歩により実現した方式で、設備が少なくて済むという利点がある。

### その他
Kinect
Xbox 360の周辺機として海外で発売されたKinectは、RGBカメラ、深度センサー、マルチアレイマイクロフォン、および専用ソフトウェアを動作させるプロセッサを内蔵したセンサーを使用した事により、プレイヤーの位置や動き、声、顔を認識する事が可能となっている。モーションキャプチャ時に着る特殊なスーツ(マーカー)とマーカー検出時に使用するトラッカーが不必要で、被写体を映すだけで人からキネクトまでの距離を図り、その人の大きさや骨格のさまざまな動きを検出、そしてゲーム中のキャラクターとプレイヤーの動きを合成して操作する形となっている。
スーツやトラッカーが不必要ながら1万円台と安価であり、専用システムほどの精度は出ないが実用レベルの性能が確保されているため、研究分野では予算が少ない場合に代替品として利用されている。